# I. Ferdinánd lovas szobra
I. Ferdinánd lovas szobra Firenzében áll a Piazza della Santissima Annunziata tér közepén. A bronzszobor készítését Giambologna kezdte el, de Pietro Tacca fejezte be 1608-ban. A szobor I. Ferdinándot, Firenze nagyhercegét ábrázolja. A szobrot olyan ágyúk anyagából öntötték, amelyeket a törököktől zsákmányoltak. A lószerszámra rávéstek egy feliratot, ami szerint a toszkán hajóhad még Afrikában is harcolt ellenük. A szobor talapzatának hátulján címerpajzs látható, rajta a királynőjüket körbedöngicsélő méhekkel. A címer felirata egy jelmondat: Maiestate tantum, amivel azt akarták kifejezni, hogy I. Ferdinánd az elnyomás helyett a személyes tekintélyével kormányzott.